# بوغيات دموية وأشباهها
البوغيات الدموية وأشباهها (الاسم العلمي: Haemosporidia) هي فوق رتبة من الأسناخ الصبغية تتبع تحت طائفة الدمويات من طائفة أكريات الشكل.

## التصنيف
- البوغيات الدموية
  - المتصورات
    - المتصورة